# Guillem de Montanhagol
Guilhem de Montanhagol o Montanhagout (fl. 1233-1268) è stato un trovatore provenzale, molto probabilmente attivo a Tolosa, ma conosciuto nelle corti di Provenza, Tolosa, Castiglia e Aragona.
Ci ha lasciato sette cansos e sei sirventes, oltre a una tenzone (nello specifico, un partimen) con Sordello (forse facendo trasparire un breve soggiorno in Lombardia) per un totale di quattordici componimenti sopravvissuti.
Il significato del nome di Guilhem è stato discusso. "Montanhagol" significa "proveniente da Montanhac", anche se non si sa quale Montanhac possa essere. Per lungo tempo si era pensato che la forma corretta del nome del trovatore fosse semplicemente "Guilhem Montanhagol", poiché la particella preposizionale "de" (di) sarebbe ridondante, ma in alcuni documenti contemporanei, tuttavia, viene usata in modo esplicito.
Guilhem era di umili origini. Secondo la sua vida proveniva dalla Provenza, sebbene alcuni studiosi moderni ne sospettino un'origine tolosana. La sua vida spiega che egli era "un buon inventor (trobaire) di poesia e un grande seduttore". La sua amante era una donna chiamata Jauseranda, di Lunel, il cui signore del castello, Raymond Gaucelm V, Guilhem probabilmente conosceva.
Le sue cansos sono "goffe", ed emulano i primi trovatori, elogiando mezura (moderazione) tra tutte le virtù. Egli asseriva che "dall'amore deriva la castità" (d'amor mou castitatz), forse volendo significare che l'amore sia necessario per la fedeltà. Viene visto, molto appassionatamente da Cesare de Lollis, come un precursore del Dolce stil novo e come un importante punto di collegamento tra letteratura occitana e italiana attraverso la sua opera con Sordello. Egli è accreditato come colui che ha saputo dare un quadro innovativo dell'amor cortese mescolandolo alla moralità cristiana, e in effetti egli si riferisce a un noel dig de maestria ("nuovo detto di maestria"), sebbene ciò probabilmente non venga inteso come un'indicazione di una riforma consapevole.
Il sirventes politico di Guilhem riguarda la politica tolosana e spagnola. Negli scritti del periodo successivo alla crociata albigese che devastò la Linguadoca, Guilhem mostrava di essere un oppositore dell'inquisizione papale, sebbene non della Chiesa di per sé, sollecitando una correzione "morbida" dei catari, ma non la loro violenta soppressione con mezzi da guerra.
Per la morte di Guilhem, il cognato Pons Santolh compose un planh.

## Opere
- A Lunel lutz una luna luzens
- Ar ab lo coinde pascor
- Del tot vey remaner valor
- Bel m'es quan d'armatz aug refrim
- Ges, per malvastat qu'er veya
- Leu chansoneta m'er a far
- No sap per que va son joy pus tarzan
- Non an tan dig li primier trobador
- Non estarai, per ome qe-m casti
- Nulhs hom no val ni deu esser prezatz
- On mais a hom de valensa
- Per lo mon fan li un dels autres rancura
- Qui vol esser agradans e plazens
- Senh'En Sordel, mandamen